# نظام‌الدین ابوالمعالی جامی
فخرالملک نظام‌الدین ابوالمعالی کاتب جامی  یکی از سه حاکم و فرماندار شهر نیشابور در زمان حمله مغول به نیشابور بود. سلطان محمد خوارزمشاه در مقابل حمله چنگیز خان، به بهانه آنکه لشکر جدیدی را آماده کند، از جبهه جنگ به سوی خراسان گریخت و بر طبق خبری، وی در تاریخ ۱۲ صفر ۷۱۷ هجری ۱۸ آوریل ۱۲۲۰ وارد نیشابور شد سلطان محمد در لحظات آخر ترک نیشابور، فخرالملک نظام‌الدین ابوالمعالی کاتب جامی، ضیاءالملک عارض زوزنی و مجیرالملک کافی را مأمور اداره شهر کرده بود. با رسیدن سرداران مغول حکام سه گانه شهر به آنان پیام داده و اظهار اطاعت کردند. مغولان پس از گرفتن آذوقه از نیشابور گذشتند و تا مدتی بعد لشکرهای دیگر آنان نیز که در پی می‌آمدند، از نیشابور گذشته در تعقیب سلطان بسوی غرب می‌راندند. اما چون مدتی از اعزام لشکرهای مغول به سوی غرب خبری نشد و جلال‌الدین خوارزمشاه هم در افغانستان کنونی به پیروزی‌هایی بر مغولان دست یافت، اهالی خراسان به جنبش و جوشش درآمدند و علیه آنان بپاخاستند. در این میان اهالی طوس پیشقدم شدند و با کشتن سربازان مغول ساکن آنجا، مردم نیشابور را نیز به همراهی با خویش دعوت کردند. نیشابوریان نیز که مستعد قیام بودند، با آنان همراه شدند. 
در روز دهم صفر در فصل بهار ۶۱۸ هجری ۱۲۲۱ میلادی بعد از شکست دفاع مردم شهر نیشابور، پس از ریختن سربازان مغول به درون شهر نیشابور به غیر از ضیاءالملک زوزنی و مجیرالملک کافی تنی چند از بزرگان آن شهر از جمله شیخ فریدالدین عطار شاعر و عارف بزرگ نیز کشته شدند.